# 横手 (熊本市)
横手（よこて）は熊本県熊本市の地名。
横手一丁目から横手五丁目までが設置されており、横手一丁目から三丁目の一部が中央区、横手一丁目から三丁目の一部及び横手四丁目から横手五丁目は西区になっている。2024年8月1日現在の人口は3,625人。横手一丁目から横手五丁目の一部で住居表示を実施している。郵便番号は全域共通で860-0046。

## 地理
横手は、熊本市の西部に位置する住宅街である。北で島崎、東で新町、南東で小沢町、西で戸坂町と接する。

## 小・中学校の学区
市立小・中学校に通う場合、学区は以下の通りになる。
| 番地                     | 小学校             | 中学校             |
| ------------------------ | ------------------ | ------------------ |
| 横手一丁目（中央区）     | 熊本市立一新小学校 | 熊本市立西山中学校 |
| 横手二丁目（中央区）     | 熊本市立一新小学校 | 熊本市立西山中学校 |
| 横手三丁目（中央区）     | 熊本市立一新小学校 | 熊本市立西山中学校 |
| 横手一丁目（西区）       | 熊本市立城西小学校 | 熊本市立西山中学校 |
| 横手二丁目（西区）       | 熊本市立城西小学校 | 熊本市立西山中学校 |
| 横手三丁目（西区）       | 熊本市立城西小学校 | 熊本市立西山中学校 |
| 横手四丁目 - 横手五丁目  | 熊本市立城西小学校 | 熊本市立西山中学校 |
| 横手二丁目（西区）の一部 | 熊本市立春日小学校 | 熊本市立花陵中学校 |

## 施設
- 北岡自然公園（詳細は花岡山の北岡自然公園の節を参照）
- 花岡山公園

## 交通

### バス
- 産交バス（U4-2・3）・熊本都市バス（U4-1・G3-1・2） - 横手郵便局前
- 熊本都市バス大江城西線（U4-1・G3-1・2） - 戸坂入口・四方池